# Budapest Kőbánya felső
Budapest Kőbánya felső (węg: Kőbánya felső vasútállomás) – stacja kolejowa w Budapeszcie, na Węgrzech. Położona jest w X dzielnicy miasta Kőbánya, przy Kolozsvári út 2-4.

## Linie kolejowe
- Linia kolejowa 80a Budapest–Hatvan
- Linia kolejowa 120a Budapest–Szolnok

## Transport publiczny
Stacja jest obsługiwana przez komunikację miejską BKV.
- Autobusy:  10[2]
- Tramwaje: 37[3], 37A